# Skane-Orkan
Der Skane-Orkan war ein Orkan, der zwischen dem 16. und 18. Oktober 1967 über West- und Nordeuropa hinweg zog. Er richtete insbesondere in Deutschland, Dänemark und Südschweden schwere Schäden an und forderte mindestens 32 Todesopfer.

## Entstehung der Wetterlage
Ausgangspunkt für das Tief war die amerikanische Ostküste. Dort hatte sich am 12. Oktober 1967 bei Kap Hatteras ein subtropisches Tief gebildet, das nun, der Steuerung des Azorenhochs folgend, rasch den Atlantik in west-östlicher Richtung überquerte. Am 17. Oktober überquerte das Tief von Mittelengland kommend rasch unter Verstärkung zum Orkantief die südliche Nordsee und zog über Jütland nach Südschweden. Im Laufe der Entwicklung verschärfte sich auf seiner Rückseite der Luftdruckgradient ganz erheblich, so dass es dort unter Kaltlufteinfluss zum Orkan kam. Dabei wurden vor allem über Jütland und Südschweden Windgeschwindigkeiten beobachtet, die mit den damals üblichen Anemometern nicht zu messen waren, da diese blockierten. Schätzungen zufolge wurden auf Seeland in Spitzenböen Windgeschwindigkeiten von über 180 km/h erreicht.
Da das Tief ein sogenannter Schnellläufer war, der mit seinem Sturmfeld das Seegebiet zur Zeit des Tideniedrigwassers überquerte, kam es an der deutschen Nordseeküste sowie in den angrenzenden Stromgebieten zu einem Ausfall des Tideniedrigwassers. Eine Sturmflut blieb aus, obwohl auf den damals in der Deutschen Bucht noch ausliegenden Feuerschiffen bei den von ihnen abgegebenen stündlichen Wettermeldungen über mehrere Stunden Orkan der Stärke 12 nach der Beaufortskala gemeldet wurde.

## Schäden
Der Orkan richtete sowohl auf See als auch im Binnenland schwere Schäden an. Vor der Küste Jütlands sank der libanesische Kohlenfrachter Nagusena. Nur eines der 22 Besatzungsmitglieder konnte gerettet werden. Durch den enorm hohen Winddruck gingen in den Innenstädten zahllose Schaufensterscheiben zu Bruch. Zahlreiche Dächer wurden abgedeckt, Hauswände eingedrückt und Bäume entwurzelt. In der Zeit zwischen 8 Uhr und 23 Uhr musste die Hamburger Feuerwehr über 700 Einsätze fahren. Schwere Schäden entstanden vor allem in den nördlichen Landesteilen Schleswig-Holsteins, in Dänemark sowie in Südschweden. In Skåne wurden weite Gebiete praktisch entwaldet. Hier fielen fast 10 Millionen Kubikmeter Holz dem Sturm zum Opfer.
Da in den Städten viele besonders schwere Schäden an Flachdächern entstanden, die als Ganzes fort flogen, kam in der Folgezeit eine Debatte über die Sicherheit solcher Dächer im Sturmfall auf.